# Theuma intermedia
Theuma intermedia är en spindelart som beskrevs av Embrik Strand 1915. Theuma intermedia ingår i släktet Theuma och familjen Prodidomidae.
Artens utbredningsområde är Namibia. Inga underarter finns listade i Catalogue of Life.